# Братуциці
Братуциці (пол. Bratucice) — село в Польщі, у гміні Жезава Бохенського повіту Малопольського воєводства.
Населення — 716 осіб (2011).
У 1975-1998 роках село належало до Тарновського воєводства.

## Демографія
Демографічна структура станом на 31 березня 2011 року:
|          | Загалом | Допрацездатний вік | Працездатний вік | Постпрацездатний вік |
| -------- | ------- | ------------------ | ---------------- | -------------------- |
| Чоловіки | 368     | 77                 | 254              | 37                   |
| Жінки    | 348     | 73                 | 204              | 71                   |
| Разом    | 716     | 150                | 458              | 108                  |